# Theodosia Aleksejevna av Ryssland
Theodosia Aleksejevna av Ryssland född 1662, död 1713, var en rysk storfurstinna, dotter till tsar Aleksej Michajlovitj och Maria Miloslavskaja och halvsyster till tsar Peter den store.
Theodosia Aleksejevna var inte politiskt aktiv utan levde ett stillsamt liv i teremen i Kreml. Hon hade en nära relation till sina systrar och beskrivs som ödmjuk och självuppoffrande.
Hon avlade klosterlöften 1698.   